# Věra Jourová
Věra Jourová (Třebíč, 18 de agosto de 1964) es una política checa, perteneciente al partido liberal ANO 2011. Actualmente ejerce como vicepresidenta (de los 7 que hay) de la Comisión Europea, ostentando la cartera de Valores y Transparencia. Ha sido ministra de Desarrollo Regional entre enero y octubre de 2014 y fue, desde 2014 a 2019, comisaria europea de Justicia, Consumidores e Igualdad de Género en la Comisión Juncker.

## Biografía
Empezó siendo subdirectora de un centro cultural municipal, para después ser secretaria del ayuntamiento y jefa de departamento del Gobierno regional de Vysočina.
En 2003 se afilió al Partido Socialdemócrata Checo (ČSSD) y fue nombrada secretaria de Estado del Ministerio de Desarrollo Regional en 2004, cargo que ocupó hasta 2006. Ese mismo año estuvo en prisión preventina por haber recibido comisiones. Tras ser puesta en libertad, puso una denuncia por lo que ella consideró un «atropello» y recibió una indemnización de 100 000 euros.
En 2006 dejó el partido para afiliarse al Partido Demócrata Europeo  (República Checa) (EDS) con el que se presentó a las elecciones europeas de 2009 y a las elecciones generales de 2010, sin conseguir escaño. Después abandonó el EDS.
En 2011 entró en el ANO 2011. Tras las elecciones generales de 2013, fue elegida parlamentaria. En enero de 2014 fue nombrada ministra de Desarrollo Regional, cargo que ocupó hasta que fue designada como comisaria europea por el gobierno checo. En noviembre ocupó el cargo de comisaria europea de Justicia, Consumidores e Igualdad de Género. Actualmente es vicepresidenta de Valores y Transparencia de la Comisión Europea.